# Liste der Bodendenkmale in Radeburg
In der Liste der Bodendenkmale in Radeburg sind die Bodendenkmale der Stadt Radeburg und ihrer Ortsteile nach dem Stand der Auflistung von Harald Quietzsch und Heinz Jacob aus dem Jahr 1982 aufgelistet. Eventuelle Änderungen und Ergänzungen, insbesondere aus der Zeit nach der Wende, sind nicht berücksichtigt, da für Sachsen aktuell keine neueren allgemein zugänglichen Bodendenkmallisten vorliegen. Die Baudenkmale sind in der Liste der Kulturdenkmale in Radeburg aufgeführt.
| Denkmal-ID | Fundart            | Ortsteil   | Bezeichnung | Zeitstellung    | Lage                                         | Bemerkungen                                                                                | Bild |
| ---------- | ------------------ | ---------- | ----------- | --------------- | -------------------------------------------- | ------------------------------------------------------------------------------------------ | ---- |
| ?          | Befestigung > Burg | Berbisdorf | Wasserburg  | Mittelalter     | im Ort, östlicher Bereich des Guts           | Rechteckgraben um durch Schloss überbauten Bühl, Schutz seit 7. März 1966                  |      |
| ?          | besonderer Stein   | Radeburg   | Steinkreuz  | Spätmittelalter | nördlicher Ortsteil, vor Röderstraße 26      | Schutz seit 30. Oktober 1972                                                               |      |
| ?          | Befestigung > Burg | Radeburg   | Wasserburg  | Mittelalter     | nördlicher Ortsrand, südlich der Röderstraße | eingeebnet, unterirdisch erhalten, Schutz seit 27. August 1934, erneuert 5. September 1966 |      |